# Bizzy Bone
Bizzy Bone (født Bryon Anthony McCane II, 12. september 1976) er en gangsta rapper fra Cleveland, USA.
han er medlem af gruppen Bone Thugs-n-Harmony
Bizzy Bone har bl.a udgivet albums som Heaven'z Movie – Alpha & Omega – Crossroads 2010 – A Song For You 